# Saint-Bonnet-Avalouze
Saint-Bonnet-Avalouze is een plaats en voormalige gemeente in het Franse departement Corrèze (regio Nouvelle-Aquitaine) en telt 216 inwoners (2004). De plaats maakt deel uit van het arrondissement Tulle. Saint-Bonnet-Avalouze is op 1 januari 2019 gefuseerd met de gemeente Laguenne tot de gemeente Laguenne-sur-Avalouze. 

## Geografie
De oppervlakte van Saint-Bonnet-Avalouze bedraagt 5,1 km², de bevolkingsdichtheid is 42,4 inwoners per km².
De onderstaande kaart toont de ligging van Saint-Bonnet-Avalouze met de belangrijkste infrastructuur en aangrenzende gemeenten.

## Demografie
Onderstaande figuur toont het verloop van het inwonertal (bron: INSEE-tellingen).